# 여성 공직자

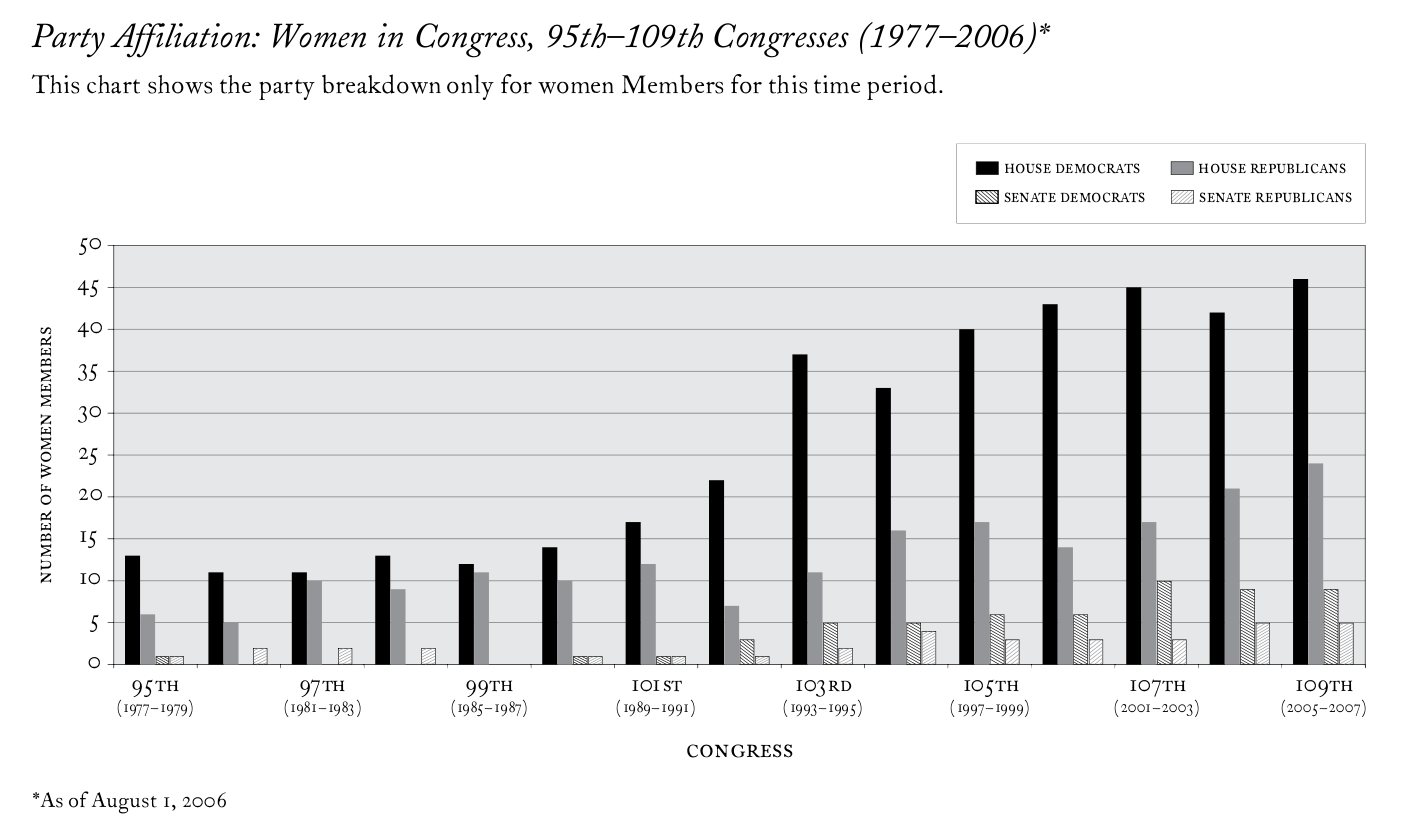
1977년부터 2006년까지 미국 의회(하원과 상원 모두)의 여성 수.

공직에 복무하는 여성은 대부분의 국가에서 과소대표되어 있다. 2018년 12월 기준, 전세계 국회 여성의원 비율은 24.1%이다. 또한 2013년 기준, 여성은 전세계 국가 지도자 (대통령 및 총리) 및 국회 의장 중 8%를 차지하며, 국가원수 (대통령 및 내각제 총리) 직의 2%를 차지한다.

## 공직에 복무하는 여성의 전세계 현황

### 국회
2019년 10월 1일 기준, 전세계 국회의원 중 여성 비율 평균은 24.5%이다.
- 국제의원연맹(IPU)이 제공하는 통계에 따르면,[4][5] 2020년 6월 기준 각국 국회 여성의원 비율은 다음과 같다.

| 순위  | 국가                | 하원 혹은 단원제 여성의원 비율 (%) | 상원 여성의원 비율 (%) |
| ----- | ------------------- | ---------------------------------- | ---------------------- |
| 1     | 르완다              | 61.25                              | 38.46                  |
| 2     | 쿠바                | 53.22                              | -                      |
| 3     | 볼리비아            | 53.08                              | 47.22                  |
| 4     | 아랍에미리트        | 50                                 | -                      |
| 5     | 멕시코              | 48.2                               | 49.22                  |
| 6     | 니카라과            | 47.25                              | -                      |
| 7     | 스웨덴              | 46.67                              | -                      |
| 8     | 그레나다            | 46.67                              | 30.77                  |
| 9     | 남아프리카공화국    | 46.58                              | 37.74                  |
| 10    | 안도라 공국         | 46.43                              | -                      |
| 11    | 핀란드              | 46                                 | -                      |
| 12    | 코스타 리카         | 45.61                              | -                      |
| 13    | 스페인              | 44                                 | 39.02                  |
| 14    | 나미비아            | 43.3                               | 19.1                   |
| 15    | 세네갈              | 43.03                              | -                      |
| 16    | 스위스              | 41.5                               | 26.09                  |
| 17    | 노르웨이            | 41.42                              | -                      |
| 18    | 모잠비크            | 41.2                               | -                      |
| 19    | 아르헨티나          | 40.86                              | 40.28                  |
| 20    | 뉴질랜드            | 40.83                              | -                      |
| 21    | 벨기에              | 40.67                              | 45                     |
| 22    | 벨라루스            | 40                                 | 25                     |
| 22(") | 북마케도니아        | 40                                 | -                      |
| 22(") | 포르투갈            | 40                                 | -                      |
| 25    | 덴마크              | 39.66                              | -                      |
| 26    | 프랑스              | 39.51                              | 33.33                  |
| 27    | 에콰도르            | 39.42                              | -                      |
| 28    | 오스트리아          | 39.34                              | 37.7                   |
| 29    | 에디오피아          | 38.76                              | 32.03                  |
| 30    | 티모르 레스테       | 38.46                              | -                      |
| 31    | 아이슬란드          | 38.1                               | -                      |
| 32    | 세르비아 공화국     | 37.65                              | -                      |
| 33    | 탄자니아 연합공화국 | 36.9                               | -                      |
| 34    | 부룬디 공화국       | 36.36                              | 46.15                  |
| 35    | 이탈리아            | 35.71                              | 34.38                  |
| 36    | 우간다              | 34.86                              | -                      |
| 37    | 도미니카 공화국     | 34.4                               | -                      |
| 38(") | 카메룬              | 33.9                               | 26                     |
| 38(") | 영국                | 33.9                               | 27.2                   |
| 40(") | 엘살바도르          | 33.33                              | -                      |
| 40(") | 모나코              | 33.33                              | -                      |
| 40(") | 네덜란드            | 33.33                              | 38.67                  |
| 43    | 네팔                | 32.7                               | 37.9                   |
| 44    | 우즈베키스탄        | 32.0                               | 24.7                   |
| 순위  | 국가                | 하원 혹은 단원제 여성의원 비율 (%) | 상원 여성의원 비율 (%) |